# Charles Sabini
Charles Sabini, noto anche con lo pseudonimo di Darby Sabini (Clerkenwell, 11 luglio 1888 – Hove, 4 ottobre 1950), è stato un mafioso britannico di origini italiane, capo della banda criminale dei Sabinis.

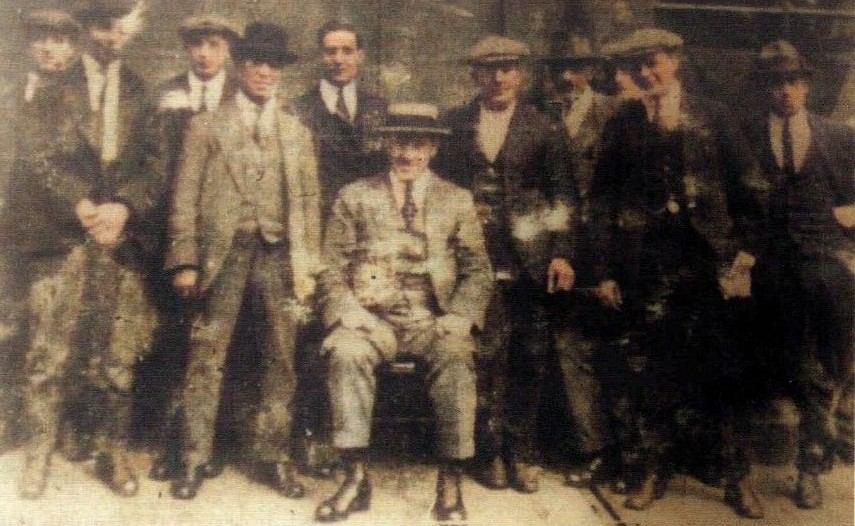
Charles Sabini (alla destra dell'uomo seduto) e la sua banda

A causa dell'attività che più caratterizzò la banda che capeggiava, è talvolta soprannominato il "re delle bande ippiche".

## Biografia
Charles Sabini nacque a Little Italy, Londra l'11 luglio 1888 con il nome Ottavio Handley. Figlio di Ottavio Sabini, emiliano di Borgotaro, in provincia di Parma, ed Eliza Handley, ottenne una grande quantità di introiti attraverso la sua banda criminale (i Sabinis). Quest'ultima otteneva i suoi ricavi per mezzo soprattutto dell'imposizione del pizzo agli allibratori degli ippodromi, dell'amministrazione di locali notturni e di altre attività illegali.
Dopo lo scoppio della seconda guerra mondiale, Sabini fu arrestato all'Hove Greyhound Stadium nell'aprile 1940 e internato come straniero nemico, nonostante i suoi genitori misti e la sua incapacità di parlare l'italiano. Il suo internamento sull'Isola di Man gli fece perdere la sua posizione di spicco nell'industria del racket, sia a Londra che nel sud dell'Inghilterra. Fu rilasciato nel 1941, ma nel 1943 fu riconosciuto colpevole di aver ricevuto merce rubata e fu condannato a tre anni di carcere. Nel frattempo, il suo unico figlio era stato ucciso durante il servizio attivo nella Royal Air Force in Egitto. Dopo la guerra, il suo impero fu rilevato dalla famiglia White guidata da Alf White e successivamente dalle organizzazioni di Jack Spot e Billy Hill. Sabini si stabilì a Hove, nel Sussex, e divenne un allibratore.
Nonostante la ricchezza, Sabini non ne faceva sfoggio, nemmeno quando fu all'apice. Indossava abitualmente un berretto piatto, una camicia senza colletto, un gilet con i bottoni alti e un abito scuro. Un boss della malavita una volta ha affermato che Sabini "non rappresentava alcuna libertà", e un allibratore ha ricordato che "era il gentiluomo della mafia ma non temeva nessuno". Molti lo chiamavano "zio Bob" e dicevano che era cortese e generoso con le donne, i bambini, i bisognosi e la chiesa cattolica. Tuttavia, altri lo consideravano un gangster malvagio e un estorsore. Un poliziotto ha dichiarato che lui e i suoi teppisti erano soliti stare di lato per far vedere ai bookmaker i martelli nelle loro tasche. Nel frattempo si diceva che Sabini portava sempre una pistola carica e non esitava a ordinare pestaggi e tagli di rasoi ai suoi rivali.
Quando Sabini morì nella sua casa di Old Shoreham Road, ad Hove, il 4 ottobre 1950, lasciò pochi soldi. Tuttavia, in seguito si scoprì che il suo impero valeva 36.000 sterline britanniche che si credeva fossero i soldi di Sabini e nonostante ciò, la sua ricchezza stimata al momento della morte era di £ 3.665 che equivale a £ 126.531,35 in potere d'acquisto nel 2019.

## Nella cultura di massa
- Nella serie TV Peaky Blinders, è interpretato da Noah Taylor.